# Хлорид индия(I)
Хлорид индия(I) — бинарное неорганическое соединение металла индия и хлора с формулой InCl, жёлтые или красные кристаллы, разлагаются в воде.

## Получение
- Пропускание хлорида индия(II) над металлическим индием:

{\displaystyle {\mathsf {InCl_{2}+In\ {\xrightarrow {500^{o}C}}\ 2InCl}}}

## Физические свойства
Хлорид индия(I) образует жёлтые или красные кристаллы, расплывающиеся на воздухе.
С аммиаком образует аддукт вида InCl•3NH3.

## Химические свойства
- Разлагается водой:

{\displaystyle {\mathsf {3InCl\ {\xrightarrow {H_{2}O}}\ InCl_{3}+2In}}}